# A titkok könyvtára (televíziós sorozat)
A titkok könyvtára sorozat az amerikai egyesült államokbeli TNT televíziós adótól. A sorozatot 2014 óta készítik. Jelenleg 4 évada van. A sorozat angol neve The Librarians. John Rogers vezeti a sorozat gyártását.
A film operatőre David Connell.
A film zenéjét szerezte Joseph LoDuca.
A filmet vágta Chris A. Peterson.
Producer:
- Paul F. Bernard

Főszereplők:
- Flynn Carsen – Noah Wyle
- Eve Baird – Rebecca Romijn
- Jackob Stone - Christian Kane
- Cassandra Cillian - Lindy Booth
- Ezekiel Jones - John Harlan Kim
- Jenkins - John Larroquette